# Albion-Polka
Albion-Polka op. 102, è una polka di Johann Strauss II. Il lavoro prende il titolo dal vecchio nome romano della Gran Bretagna.

## Storia

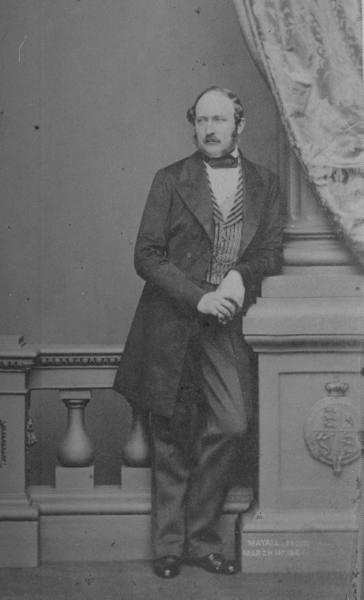
Alberto di Sassonia-Coburgo-Gotha.

L'autore dedicò la polka ad Alberto di Sassonia-Coburgo-Gotha, marito della regina Vittoria del Regno Unito.
Tuttavia l'opera, che precede di qualche anno quella serie di sedici composizioni che il compositore scriverà dopo la sua unica visita a Londra nel 1867, fu, invece, destinata ad onorare il nuovo ministro degli esteri e plenipotenziario della regina Vittoria, John Fane, 11º Conte di Westmorland (1784-1859), giunto a Vienna dalla Gran Bretagna.
Il diplomatico portava a Vienna la crescente preoccupazione inglese per la presenza di molti esuli ungheresi che erano fuggiti dalle ritorsioni a seguito della rivoluzione del 1848-1849 e che ora chiedevano asilo politico all'Inghilterra.
Il conte e sua moglie Priscilla erano entrambi esperti musicisti e compositori, e parteciparono a diversi balli, concerti e altri intrattenimenti durante il loro soggiorno a Vienna. In diverse occasioni Strauss si esibì con la sua orchestra nella residenza del conte a Palais Coburg, e per una di queste feste, nell'autunno 1851, scrisse la sua "Albion-Polka".